# Nucli de reactor nuclear

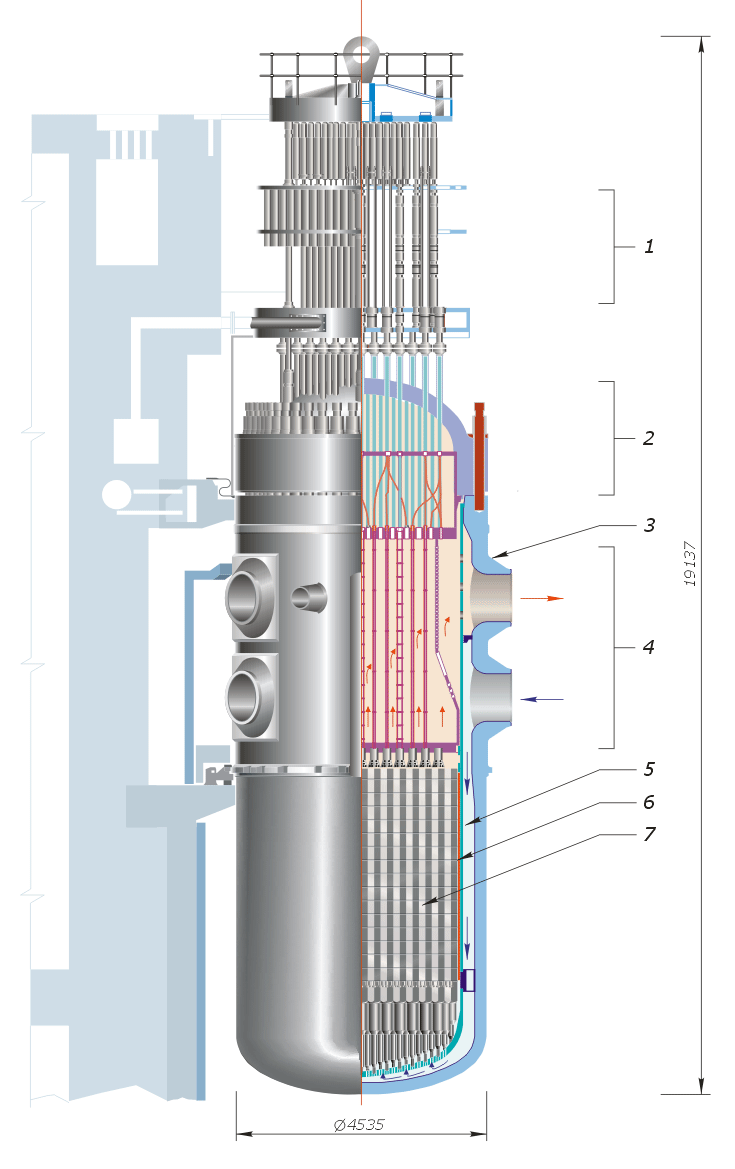
Exemple del nucli d'una central nuclear, un disseny VVER.

Un nucli d'un reactor nuclear és la part d'un reactor nuclear que conté els components del combustible nuclear on es produeixen les reaccions nuclears i es genera la calor. Normalment, el combustible serà urani poc enriquit contingut en milers de pins de combustible individuals. El nucli també conté components estructurals, els mitjans per moderar els neutrons i controlar la reacció, i els mitjans per transferir la calor del combustible a on cal, fora del nucli.

## Reactors moderats per aigua
Dins del nucli d'un reactor d'aigua a pressió o d'un reactor d'aigua bullint hi ha barres de combustible amb un diàmetre d'una ploma de tinta de tipus gel gran, cadascuna d'uns 4 m de llarg, que s'agrupen per centenars en paquets anomenats "conjunts de combustible". Dins de cada barra de combustible, s'apilen pellets d'urani, o més comunament òxid d'urani, cap a extrem. També a l'interior del nucli hi ha barres de control, plenes de pastilles de substàncies com el bor o l'hafni o el cadmi que capturen fàcilment els neutrons. Quan les barres de control es baixen al nucli, absorbeixen neutrons, que per tant no poden participar en la reacció en cadena. Per contra, quan les barres de control s'aixequen del camí, més neutrons xoquen contra els nuclis físsils d'urani-235 (U-235) o plutoni-239 (Pu-239) de les barres de combustible properes, i la reacció en cadena s'intensifica. La coberta del nucli, també situada a l'interior del reactor, dirigeix el flux d'aigua per refredar les reaccions nuclears dins del nucli. La calor de la reacció de fissió és eliminada per l'aigua, que també actua per moderar les reaccions de neutrons.

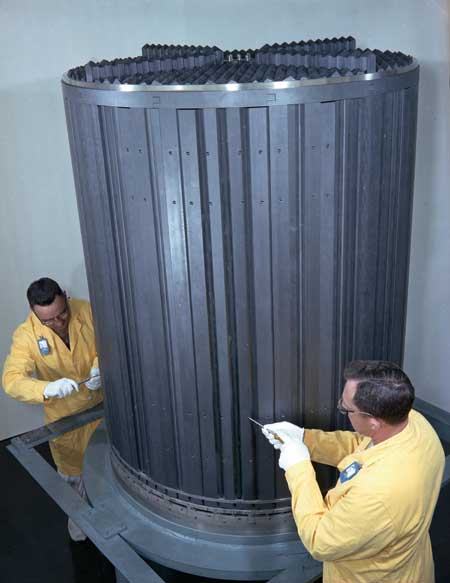
Nucli experimental del reactor de sal fosa de grafit

## Reactors moderats amb grafit
També hi ha reactors moderats amb grafit en ús.
Un tipus utilitza grafit nuclear sòlid per al moderador de neutrons i aigua normal per al refrigerant. Vegeu el reactor nuclear RBMK de fabricació soviètica. Aquest va ser el tipus de reactor implicat en el desastre de Txernòbil.
A l'Advanced Gas-Cooled Reactor, un disseny britànic, el nucli està format per un moderador de neutrons de grafit on es troben els conjunts de combustible. El gas diòxid de carboni actua com a refrigerant i circula pel nucli, eliminant la calor.
També hi ha hagut diversos reactors experimentals que utilitzen grafit per a la moderació, com ara els conceptes del reactor de llit de còdols i l'experiment del reactor de sal fosa.